# Keiferia lycopersicella
Keiferia lycopersicella is een vlinder uit de familie tastermotten (Gelechiidae). De wetenschappelijke naam is voor het eerst geldig gepubliceerd in 1897 door Walsingham.
De soort komt voor in Europa en Noord- en Centraal-Amerika. De larven zijn bladmineerders op planten uit de nachtschadefamilie (Solanaceae), vooral tomaat (Solanum lycopersicum), maar ook aardappel (Solanum tuberosum) of aubergine (Solanum melongena). De larven kunnen ook in de (tomaat)vrucht zelf boren.